# 스피내커 (소프트웨어)
스피내커는 원래 넷플릭스에서 개발하고 구글에서 확장한 자유 오픈 소스 지속적 배포 소프트웨어 플랫폼이다. Kubernetes, Google Cloud Platform, AWS, Microsoft Azure 및 Oracle Cloud 와 함께 작동하도록 설계되었다.
스피내커는 Netflix 에서 내부적으로 개발한 Asgard의 후속 제품으로 개발했다. 2015년 11월 16일 Apache License 2.0에 따라 출시되었으며 기술 회사에 채택되었다.

## 연례 회의
스피내커 소프트웨어에 대한 연례 회의가 개최된다. 2019년 정상 회담은 11월 15~17일 캘리포니아 샌디에이고 에서 개최되었다.
세 번째 연례 스피내커 Summit은 CD 재단의 cdCon과 함께 개최된다. cdCon의 Day Zero는 스피내커 주제를 주로 다룬다. 첫날 이후에는 스피내커 트랙이 주요 cdCon 일정의 일부로 계속된다. cdCon은 2021년 6월 23일부터 24일까지 완전히 가상으로 진행 된다.

## 상업 공급업체
스피내커를 상업적으로 지원하는 회사가 있다. 현재 공급업체 목록:
- 아모리 보관됨 2022-08-05 - 웨이백 머신[7]
- 옵스맥스[8]